# Antonino Gazzara
Antonino Gazzara (Messina, 18 luglio 1948) è un politico italiano.

## Biografia
Esponente siciliano di Forza Italia, viene eletto alla Camera nel proporzionale in Sicilia alle elezioni politiche del 1996. Conferma il proprio seggio a Montecitorio anche dopo le elezioni del 2001. Termina il mandato parlamentare nel 2006.